# Крикун Анатолій Васильович
Крикун Анатолій Васильович (24 березня 1948) — радянський баскетболіст.
Бронзовий призер Олімпійських Ігор 1968 року.
Бронзовий призер Чемпіонату світу 1970 року.
Чемпіон Європи 1967 року.